# Microdiplodia perpusilla
Microdiplodia perpusilla är en svampart som först beskrevs av Jean Baptiste Desmazières, och fick sitt nu gällande namn av Allesch. 1901. Microdiplodia perpusilla ingår i släktet Microdiplodia och familjen Botryosphaeriaceae.   Inga underarter finns listade i Catalogue of Life.